# Geopelia humeralis
La tortolita humeral (Geopelia humeralis) es una especie de ave columbiforme de la familia Columbidae nativa de Australia y Nueva Guinea. 

## Descripción
Es un colúmbido de tamaño medio que oscila entre los 26 y 30 centímetros de largo. La tortolita humeral tiene las partes superiores de color pardo con tonos broncíneos y bordes oscuros en las plumas que le dan un aspecto escamado, mientras que su cabeza, cuello y pecho son de color gris azulado y su vientre blanco. Presenta una zona sin plumas alrededor del ojo que se vuelve rojiza en la época de cría. Su nuca tinen plumas doradas rojizas con bordes negros, similar a la de tortolica plácida de la que se diferencia porque la tortolita humeral tiene la garganta lisa y no escamada como la plácida. También puede se confundida con la introducida tórtola moteada. Los juveniles son de tonos más apagado.
Su canto es un característico y melodioso "cuuk-a-wuuk".

## Distribución y hábitat
La tortolita humeral se encuentra en los bosques húmedos con vegetación densa de regiones costeras del norte y este de Australia y el sur de Nueva Guinea. Cada vez se observa más en el sur de Australia, en concreto en el noroeste de Victoria pero en otros lugares ha sido desplazada por especies introducidas.

## Comportamiento
La tortolita humeral suele encontrarse en parejas y bandadas que se alimentan en el suelo. Su alimento principal son las semillas. Su vuelo es directo y enérgico y sus alas sisean cuando las bate.

### Reproducción
Su época de cría es de septiembre a enero en el sur, y de febrero a abril en el norte. Su nido se compone de una plataforma plana de ramitas situada en las ramas de un árbol o matorral. Suele poner dos huevos blancos, brillantes y redondeadas.